# Бразил на Светском првенству у атлетици у дворани 2016.
Бразил је на 16. Светском првенству у атлетици у дворани 2016. одржаном у Портланду од 17. до 20. марта учествовао шеснаести пут, односно учествовао је на свим првенствима до данас. Репрезентацију Бразила представљало је 10 такмичара (5 мушкараца и 5 жена), који су се такмичили у 8 дисциплина (3 мушке и 5 женских).,
На овом првенству такмичари Бразила нису освојили ниједну медаљу али је оборен један национални рекорд. У табели успешности према броју и пласману такмичара који су учествовали у финалним такмичењима (првих 8 такмичара) Бразил је са 1 учесником у финалу делио 40. место са 3 бода.
| Плас. | Земља  | 1. место | 2. место | 3. место | 4. место | 5. место | 6. место | 7. место | 8. место | Бр. финал. | Бод. |
| ----- | ------ | -------- | -------- | -------- | -------- | -------- | -------- | -------- | -------- | ---------- | ---- |
| 16.   | Бразил | 0        | 0        | 0        | 0        | 0        | 1        | 0        | 0        | 1          | 3    |

## Учесници
| Мушкарци: - Фабио дос Сантос — 60 м препоне - Жоао Виктор де Оливеира — 60 м препоне - Тијаго Браз да Силва — Скок мотком - Аугусто де Оливеира — Скок мотком - Мауро Виницијус да Силва — Бацање кугле | Жене: - Росанхела Сантос — 60 м - Фабиана Мораес — 60 м препоне - Фабијана Мурер — Скок мотком - Елијан Мартинс — Скок удаљ - Кејла Коста — Троскок |  |

## Резултати

### Мушкарци
| Атлетичар               | Дисциплина   | Лични рекорд | Квалификације | Квалификације | Полуфинале                                  | Полуфинале           | Финале               | Финале       | Детаљи                                   |
| Атлетичар               | Дисциплина   | Лични рекорд | Резултат      | Место         | Резултат                                    | Место                | Резултат             | Место        | Детаљи                                   |
| ----------------------- | ------------ | ------------ | ------------- | ------------- | ------------------------------------------- | -------------------- | -------------------- | ------------ | ---------------------------------------- |
| Фабио дос Сантос        | 60 м препоне | 7,68         | 7,76 кв       | 5. у гр. 3    | 7,76                                        | 6. у гр. 1           | Није се квалификовао | 14 / 27 (28) |                                          |
| Жоао Виктор де Оливеира | 60 м препоне | 7,75         | 7,99          | 7. у гр. 2    | Није се квалификовао                        | Није се квалификовао | Није се квалификовао | 25 / 27 (28) | Архивирано на веб-сајту (22. април 2016) |
| Тијаго Браз да Силва    | Скок мотком  | 5,93 НР      |               |               |                                             |                      | 5,55                 | 12 / 14      |                                          |
| Аугусто де Оливеира     | Скок мотком  | 5,71         | 5,40          | 14 / 14       |                                             |                      |                      |              |                                          |
| Даријан Романи          | Бацање кугле |              | 18,50 НР      | 18 / 19       | Архивирано на веб-сајту (30. децембар 2016) |                      |                      |              |                                          |

### Жене
| Атлетичарка      | Дисциплина   | Лични рекорд | Квалификације | Квалификације | Полуфинале | Полуфинале | Финале                | Финале       | Детаљи |
| Атлетичарка      | Дисциплина   | Лични рекорд | Резултат      | Место         | Резултат   | Место      | Резултат              | Место        | Детаљи |
| ---------------- | ------------ | ------------ | ------------- | ------------- | ---------- | ---------- | --------------------- | ------------ | ------ |
| Росанхела Сантос | 60 м         | 7,17 НР      | 7,21 КВ       | 2. у гр. 6    | 7,20       | 4. у гр. 3 | Нису се квалификовале | 11 / 44 (45) |        |
| Фабиана Мораес   | 60 м препоне | 8,08         | 8,28          | 4. у гр. 3    |            |            | Нису се квалификовале | 14 / 18 (19) |        |
| Фабијана Мурер   | Скок мотком  | 4,83 НР      |               |               |            |            | 4,60                  | 6 / 8 (10)   |        |
| Елијан Мартинс   | Скок удаљ    |              | без пласмана  | без пласмана  |            |            |                       |              |        |
| Кејла Коста      | Троскок      | 14,11 НР     | 13,94         | 9 / 15        |            |            |                       |              |        |